# القدير (سكاكا)
القدير أحد المواقع الأثرية التابعة لمدينة سكاكا في منطقة الجوف شمال المملكة العربية السعودية.

## الوصف
يوجد الموقع على مسافة 10 كم إلى الجنوب من مدينة سكاكا في الطرف الغربي لبلدة قارا وعلى حافة الجبال الواقعة إلى الغرب من قارا مباشرة. يتكون الموقع من مبنى حجري صغير وبئر قديمة تقع إلى الشمال من المبنى٬ ويحيط بها بقايا أساسات حجرية اندثر معظمها٬ بالإضافة إلى مجموعة كبيرة من الرسوم الصخرية والنقوش الثمودية التي تنتشر على واجهات الصخور القريبة من المبنى. كذلك تظهر بالقرب من المبنى مجموعة من الكتابات الإسلامية التي تعود إلى الفترة الواقعة بين القرنين السادس والثامن الهجريين٬ أهمها: نص تأسيسي يؤرخ لبناء المبنى الصغير بشهر محرم من سنة 518 هـ٬ وفي نقش آخر مؤرخ بشهر جمادى الآخرة من سنة 640 هـ، يذكر هذا النص أن شخصًا اسمه عبد السلام بن أحمد بن يوسف ابن الشيخ أبي القاسم قد حضر في هذا المكان، ما يشير إلى أن المكان ربما كان يقع على أحد مسارات الدروب٬ طبقًا لبعض الأسماء الأخرى التي ظهرت في بعض النصوص٬ وتحمل اسم المغربي، ما يرجح أن تلك النقوش ربما نقشت من قِبل بهض الأشخاص الذين مروا بالموقع.